# Artäremboli
En artäremboli uppstår när blodpropp, en emboli, fastnar i en artär (pulsåder). Det kan ske på grund av bland annat förmaksflimmer. Vid en artäremboli i en extremitet uppstår smärta, blekhet och kyla.

## Undersökning
Angiografi är en undersökningsmetod som kan användas för artäremboli, där kontrastmedel sprutas in via ett blodkärl varpå röntgenbilder tas.